# Polizeipräsidium Nordhessen
Das Polizeipräsidium Nordhessen mit Sitz in Kassel ist das flächig größte von sieben Flächenpräsidien der hessischen Polizei. Es ist zuständig für die kreisfreie Stadt Kassel, den Landkreis Kassel, den Schwalm-Eder-Kreis, den Kreis Waldeck-Frankenberg, den Werra-Meißner-Kreis sowie im Rahmen von Staatsverträgen im Bundesland Nordrhein-Westfalen auf Abschnitten der BAB 44 und im Bundesland Niedersachsen auf Abschnitten der BAB 7.

## Aufbau

Zuständigkeitsbereich des PP Nordhessen

Polizeipräsident ist Marco Bärtl. Das Polizeipräsidium Nordhessen besteht aus der Abteilung Einsatz, der Abteilung Verwaltung und der Abteilung Zentrale Dienste. Der Abteilung Einsatz sind der Abteilungsstab, 4 Polizeidirektionen (Kassel, Schwalm-Eder, Waldeck-Frankenberg, Werra-Meißner), die Kriminaldirektion, die Direktion Spezialkräfte sowie die Direktion Verkehrssicherheit – Sonderdienste nachgeordnet. Seinen Sitz hat es in direkter Nachbarschaft zum Hauptbahnhof Kassel an der Straße Grüner Weg.

### Polizeidirektion Kassel
Die Polizeidirektion Kassel ist für Stadt und Landkreis Kassel zuständig. Zur Polizeidirektion gehören die Polizeireviere Mitte, Nord (mit dem Polizeiposten Holland), Ost und Süd-West, die Polizeistationen Hofgeismar (mit dem Polizeiposten Bad Karlshafen) und Wolfhagen sowie die OPE Kassel.

### Polizeidirektion Schwalm-Eder
Zur Polizeidirektion Schwalm-Eder mit Sitz in Homberg (Efze) gehören die Polizeistationen Homberg (Efze), Fritzlar, Melsungen und Schwalmstadt. Weiterhin sind der Polizeidirektion der Regionale Verkehrsdienst (RVD) Schwalm-Eder sowie eine Regionale Kriminalinspektion angegliedert.

### Polizeidirektion Waldeck-Frankenberg
Zur Polizeidirektion Waldeck-Frankenberg mit Sitz in Korbach gehören die Polizeistationen Korbach, Frankenberg (Eder), Bad Wildungen und Bad Arolsen. Weiterhin sind der Polizeidirektion der RVD Waldeck-Frankenberg sowie eine Regionale Kriminalinspektion angegliedert.

### Polizeidirektion Werra-Meißner
Zur Polizeidirektion Werra-Meißner mit Sitz in Eschwege gehören die Polizeistationen Eschwege mit dem Polizeiposten Bad Sooden-Allendorf, Hessisch Lichtenau, Sontra und Witzenhausen. Weiterhin sind der Polizeidirektion der RVD Werra-Meißner sowie eine Regionale Kriminalinspektion angegliedert, zu der auch eine Operative Einheit gehört.

### Kriminaldirektion
Die Kriminaldirektion des Polizeipräsidiums Nordhessen gliedert sich in die Zentrale Kriminalinspektion und die Regionale Kriminalinspektion.
Die Zentrale Kriminalinspektion ist zuständig für die Bearbeitung von herausragenden Straftaten im Bereich des gesamten Polizeipräsidiums. Die Regionale Kriminalinspektion ist zuständig für die Bearbeitung von Straftaten im Bereich der Polizeidirektion Kassel.

### Direktion Verkehrssicherheit/Sonderdienste
Zur Direktion Verkehrssicherheit/Sonderdienste gehören die Polizeiautobahnstation Baunatal, die Verkehrsinspektion sowie die Wachpolizei.

## Aufklärungsquote
Die Aufklärungsquote betrug für das Jahr 2024 59,9 %.
Aufklärungsquote und Fallzahlen des PP Nordhessen seit 2001:
| Jahr | Fallzahlen | Änderung zum Vorjahr | in Prozent | aufgeklärt | AQ in Prozent |
| 2001 | 52.231     |                      |            | 27.443     | 52,5          |
| 2002 | 57.357     | + 5.126              | + 9,8      | 29.327     | 51,1          |
| 2003 | 58.414     | + 1.057              | + 1,8      | 31.910     | 54,6          |
| 2004 | 59.712     | + 1.298              | + 2,2      | 33.995     | 56,9          |
| 2005 | 57.067     | - 2.645              | - 4,4      | 32.585     | 57,1          |
| 2006 | 55.429     | - 1.638              | - 2,9      | 32.623     | 58,9          |
| 2007 | 54.039     | - 1.390              | - 2,5      | 30.249     | 56,0          |
| 2008 | 52.825     | - 1.214              | - 2,2      | 29.371     | 55,6          |
| 2009 | 51.884     | - 941                | - 1,8      | 30.030     | 57,9          |
| 2010 | 50.386     | - 1.498              | - 2,9      | 29.345     | 58,3          |
| 2011 | 49.323     | - 1.063              | - 2,1      | 29.004     | 58,8          |

## Geschichte
Das Polizeipräsidium Nordhessen ging im Rahmen der Polizeireform 2001 aus dem Polizeipräsidium Kassel und den Polizeidirektionen der Landkreise Schwalm-Eder, Waldeck-Frankenberg und Werra-Meißner hervor. Hinzu kam noch die zum Hessischen Polizeiverkehrsamt gehörende Polizeiautobahnstation Baunatal.
Die Spezialeinheiten wurden im Zuge der Nachwirkungen der rechtsextremen Chats im Frankfurter SEK 2021 dem damaligen Hessischen Bereitschaftspolizeipräsidium (heute Hessisches Polizeipräsidium Einsatz) unterstellt.

## Polizeipräsidenten
- August Albrecht (1868–1885)
- Felix von Königsdorff (1888–1900)
- Kurd von Berg-Schönfeld (1904–1905)
- Alexander von Dalwigk zu Lichtenfels (1905–1919)
- Fedor Haack (1. Januar 1920 – März 1925)[7]
- Friedrich von Korff (1. April 1925 – 8. März 1928)
- Adolf Hohenstein (März 1928 – Juli 1932)
- Wolf Dietrich von Kottwitz (Oktober 1932 – April 1933)
- Friedrich "Fritz" Pfeffer von Salomon (April 1933 – Juni 1936)
- Max Henze (Januar 1937 – September 1939)
- Karl Wegeler (April 1940 – September 1940)
- Herbert Böttcher (Oktober 1940 – März 1942)
- Otto von Proeck (Mai 1942 – März 1944)
- Lutz Lucian Wysocki (März 1944 – April 1945)
- Hans Nitsche (April 1945 – Juni 1945)
- Hubert Boecker (Juli 1945 – September 1945)
- Hugo Stenzel (Oktober 1945 – Dezember 1945)
- Aloys Nölle (Februar 1946 – Juli 1946)
- Otto Schöny (August 1946 – Juni 1954)
- Günter Wetzel (April 1955 – August 1960)
- Heinz Hille (Oktober 1960 – März 1965)
- Hans Krollmann (März 1965 – Mai 1967)
- Herbert Ahlborn (Mai 1967 – Dezember 1992)
- Wilfried Henning (Januar 1994 – Februar 2010)
- Eckhard Sauer (März 2010 – Juni 2015)
- Konrad Stelzenbach (Juni 2015 – März 2025)
- Marco Bärtl (Seit 2025)